# Eppstein
Eppstein è una città tedesca di 13 758 abitanti, situata nel Land dell'Assia.

## Storia
Il 1º gennaio 1977 il comune di Eppstein venne fuso con i comuni limitrofi di Bremthal, Ehlhalten, Niederjosbach e Vockenhausen, formando la nuova città di Eppstein.

## Geografia antropica
La città di Eppstein è suddivisa nelle frazioni di Eppstein, Bremthal, Ehlhalten, Niederjosbach e Vockenhausen.